# Szitabodza
Szitabodza (románul Sita Buzăului) falu Romániában, Erdélyben, Kovászna megyében.

## Fekvése
Sepsiszentgyörgytől 33 km-re délkeletre, Bodzafordulótól 4 km-re délkeletre, a Bodza folyó völgyében fekszik. A ritkás utak mentén szétfolyó település.

## Története
1675-ben Boza néven említik először. 1850-ig Zágon része volt, 1902 és 1925 között Magyarbodza része. A trianoni békeszerződésig Háromszék vármegye Sepsi járásához tartozott. Mai részei Almásmező, Zabratópatak, Bodzakraszna, valamint a román Cremenea, Galna, Lopata, Parau, Chichirau, Babocea és Paraiasul telepek.
2013-ban helyi gazdák bevonásával jelentős fejlesztési program indult be, melynek célja a környezeti adottságok kihasználásával egy természetbarát települést kialakítani. A projekt ma már több mint 300 helyi gazdát vont be, és 2016-ra Szitabodza válhat Románia második ökofalujává (az első a Szeben megyei Vurpód volt).

## Látnivalók
- Gróf Mikes Benedek 1856-ban egy Szent Margit kápolnát építtetett a gyártelepen.
- Ortodox fatemplomát 1834-ben építették, majd mivel nem bizonyult elegendőnek, egy kőtemplom is felépült az ortodox hívek számára 1861-ben épült.
- Határában van a Bodzai völgyszoros.